# August Hagemann (Politiker)
August Hagemann (geboren 4. Juni 1850 in Cramme; gestorben 14. Oktober 1939 ebenda) war ein deutscher Landwirt, Kommunalpolitiker und Mitglied des Braunschweigischen Landtages.

## Leben
Der in der späteren Samtgemeinde Oderwald im Landkreis Wolfenbüttel geborene Hagemann besuchte in Wolfenbüttel die dortige städtische Bürgerschule und durchlief anschließend auf dem Hof seiner Eltern in Cramme eine landwirtschaftliche Ausbildung.
Nach seinem Militärdienst, den er 1869 und 1870 ableistete, nahm er 1870 und 1871 am Deutsch-Französischen Krieg teil. Zurück auf dem elterlichen Hof heiratete er 1878. Aus der Ehe gingen zwei Kinder hervor.
Ehrenamtlich engagierte sich der zur evangelischen Glaubensgemeinschaft bekennende Hagemann vielfältig; er wurde in den Gemeinderat gewählt, gehörte dem Kirchen-, Schul- und Forst-Vorstand an, wirkte als Brandmeister und Feldgeschworener.
1890 wurde Hagemann in die Kreisversammlung sowie in den Aufsichtsrat der Zuckerfabrik Barum gewählt, 1891 in den Vorstand des Landwirtschaftlichen Amtsvereins Salder sowie zum Aufsichtsratsvorsitzenden der Molkerei Lobmachtersen.
Ab 1903 gehörte Hagemann der zuständigen Landwirtschaftskammer an.
Erstmals 1906 wurde August Hagemann in die Braunschweigische Landesversammlung gewählt; die Funktion als Abgeordneter nahm er bis nach dem Ersten Weltkrieg wahr. Am 10. Februar 1919 wurde er zum Mitglied im Bittschriften-Ausschuss der Braunschweigischen Landesversammlung bestimmt, kurz darauf entsandte ihn seine Fraktion am 8. April 1919 als Mitglied in den Ausschuss für Landwirtschaft, Domänen und Forsten der Braunschweigischen Landesversammlung.
Hagemann, der auch im Braunschweigischen Landeswahlverband tätig war, starb kurz nach Beginn des Zweiten Weltkriegs 1939 im Alter von 89 Jahren.